# Agglomération de Longueuil
L'agglomération de Longueuil est une instance politique supramunicipale québécoise constituée des villes de Boucherville, de Brossard, de Longueuil, de Saint-Lambert et de Saint-Bruno-de-Montarville. Son territoire correspond par conséquent à celui de la ville fusionnée de Longueuil entre le 1er janvier 2002 et le 1er janvier 2006. Située sur la rive droite du fleuve Saint-Laurent en face du centre de Montréal, elle constitue le centre d'activités de la Rive-Sud de Montréal et de la région de la Montérégie. Sa population, de 434 711 habitants en 2021, est essentiellement urbaine. La ville centre est Longueuil, composée de trois arrondissements.
Comme la ville fusionnée de Longueuil avant elle, l'agglomération a les mêmes compétences qu'une municipalité régionale de comté (MRC). En fonction de ces compétences, le territoire de l'agglomération forme ainsi une division de recensement de type territoire équivalent aux fins du recensement de Statistique Canada.

## Géographie
L'agglomération de Longueuil constitue la partie la plus densément peuplée de la région administrative de la Montérégie. Elle constitue la partie de la banlieue sud de Montréal la plus immédiate, la plus urbanisée et la plus populeuse.

## Histoire
L'agglomération de Longueuil résulte de la défusion de la ville de Longueuil telle qu'elle existait de 2002 à 2005.

### Ville fusionnée de Longueuil (2002-2005)
Constituée à la suite des fusions municipales de 2002, la nouvelle ville de Longueuil regroupait huit villes, soit Boucherville, Brossard, Greenfield Park, LeMoyne, Longueuil, Saint-Bruno-de-Montarville, Saint-Hubert et Saint-Lambert. Elle avait les mêmes compétences qu'une municipalité régionale de comté (MRC) et a succédé dans ces fonctions à l'ancienne MRC de Champlain, laquelle ne comprenait pas les villes de Boucherville et de Saint-Bruno-de-Montarville qui se sont ajoutées lors de la fusion de 2002. Elle avait une population d'environ 380 000 habitants, ce qui faisait d'elle la troisième ville du Québec, devant Laval. Dès la constitution de la nouvelle ville, les villes fusionnées deviennent ses arrondissements, à l'exception de LeMoyne qui est jointe à Saint-Lambert.
La ville fusionnée de Longueuil n'a eu qu'un seul maire, Jacques Olivier. Le maire Olivier a eu de la difficulté à gérer cette ville qui était composée de plusieurs mouvements défusionnistes. Des difficultés se sont également faites ressentir dans son parti politique, à cause de son rival, Claude Gladu. Il doit démissionner en 2005 à cause de la division de son équipe et des défusions municipales.
Les sept arrondissements de Longueuil étaient les suivants :
- Boucherville
- Brossard
- Greenfield Park
- Longueuil
- Saint-Bruno-de-Montarville
- Saint-Hubert
- Saint-Lambert/LeMoyne

### Débat sur les défusions

Carte de la Montérégie.

Après la fusion, plusieurs citoyens restent insatisfaits de la ville fusionnée de Longueuil. Pour certains, cette ville était dysfonctionnelle en raison de sa taille et des disparités entre les arrondissements[réf. souhaitée]. La qualité des services faisait aussi l'objet de critiques, de même que le nom de « Longueuil », choisi pour désigner la nouvelle municipalité.
Les mouvements défusionnistes les plus importants provenaient des villes de Boucherville, Saint-Bruno-de-Montarville et de Saint-Lambert. Le mouvement de Brossard est moins important.
À la suite des élections provinciales de 2003, le gouvernement Charest permet la tenue de référendums dans les villes fusionnées en 2002 afin que les citoyens puissent s'exprimer sur la défusion. Après des campagnes locales importantes, les citoyens de 4 des 8 anciennes municipalités votent pour la défusion : les villes de Boucherville, Brossard, Saint-Lambert et Saint-Bruno-de-Montarville seront donc reconstituées. Le 1er janvier 2006, la population de la ville de Longueuil passera donc de 380 000 habitants à 230 000 approximativement.
Quant aux quatre autres municipalités fusionnées en 2002, leurs citoyens décident de demeurer au sein de la ville de Longueuil. Les arrondissements de Greenfield Park, Longueuil (éventuellement Le Vieux-Longueuil) et Saint-Hubert forment donc les trois subdivisions de la municipalité. Après un référendum local, les citoyens de LeMoyne – au nombre de 5 000 – décident d'annexer leur territoire à celui de l'arrondissement Le Vieux-Longueuil.

### Création de l'agglomération
Les défusions amènent la nécessité d'une instance pour gérer certains pouvoirs entre les quatre villes défusionnées et la ville de Longueuil. En effet, les villes défusionnées n'obtiendraient pas exactement les mêmes pouvoirs qu'avant la fusion. C'est alors qu'est créé un nouveau type d'organisation municipale au Québec, soit l'agglomération. Pour Longueuil et ses environs, l'agglomération porterait le nom d'« agglomération de Longueuil », qui est officiellement constituée le 1er janvier 2006.

### Conférence régionale des élus
L'agglomération de Longueuil bénéficiait d'une conférence régionale des élus (CRÉ), soit une instance de gouvernance régionale existant au Québec durant 12 ans, de 2003 à 2015. La CRÉ de l'agglomération de Longueuil est créée le 2 septembre 2004 – avant même la création de l'agglomération – et est abolie le 21 avril 2015, à l'instar de toutes les CRÉ du Québec. Habituellement, il n'existait qu'une CRÉ par région administrative, mais la loi prévoyait une exception pour la Montérégie, sur le territoire de laquelle étaient établies trois CRÉ, soit celles de Longueuil, de la Montérégie-Est et de la Vallée-du-Haut-Saint-Laurent. La représentation régionale regroupant une seule MRC ou entité remplissant les fonctions de MRC était une caractéristique particulière de la CRÉ de Longueuil mais également des régions administratives de Montréal et Laval.

## Municipalités
L'agglomération de Longueuil regroupe cinq villes : la ville centre Longueuil et les villes liées Boucherville, Brossard, Saint-Bruno-de-Montarville et Saint-Lambert.
La ville de Longueuil est divisée en trois arrondissements : Greenfield Park, Saint-Hubert et Le Vieux-Longueuil. La mairesse de la ville est Catherine Fournier. La population de cette ville est d'environ 254 483 habitants (2021). Cette ville est la cinquième ville en importance après Montréal, Québec, Laval et Gatineau. Les gens qui habitent Longueuil sont des Longueuillois ou Longueuilloises.
Les villes reconstituées (ou d'agglomération) sont les villes qui se sont défusionnées de la ville fusionnée de Longueuil. Les villes de Boucherville, Brossard, Saint-Lambert, Saint-Bruno-de-Montarville ont retrouvé leur statut de ville. Elles offrent, comme toute ville, les services de proximité. Ces villes sont souvent en conflit avec l'agglomération[réf. souhaitée].

Cartes des villes de l'agglomération de Longueuil
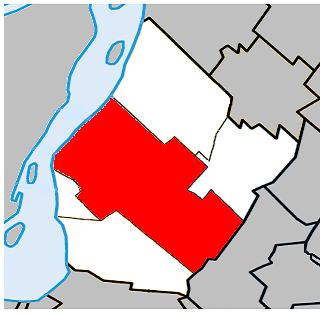
Longueuil.
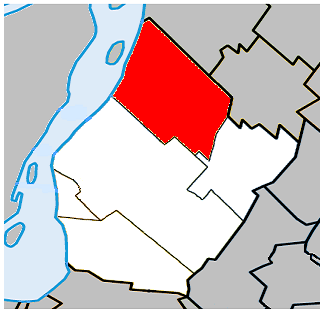
Boucherville.
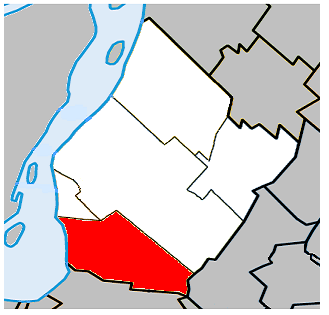
Brossard.
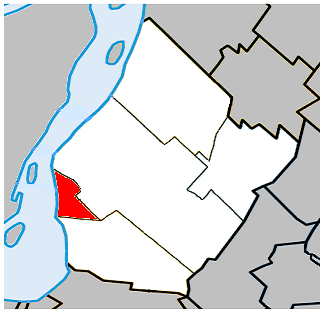
Saint-Lambert.
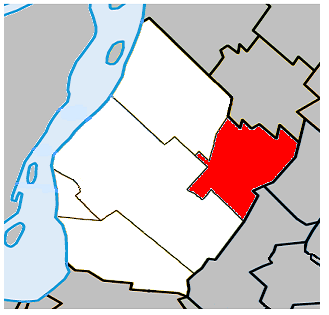
Saint-Bruno-de-Montarville.

| Code  | Nom                        | Désignation   | Constitution     | Superficie totale (km2) | Superficie eau (km2) | Superficie terre (km2) | Population (2021) | Densité (hab./km2) |
| ----- | -------------------------- | ------------- | ---------------- | ----------------------- | -------------------- | ---------------------- | ----------------- | ------------------ |
| 58007 | Brossard                   | Ville         | 1er janvier 2006 | 52,2                    | 7,0                  | 45,2                   | 91 525            | 1 805,9            |
| 58012 | Saint-Lambert              | Ville         | 1er janvier 2006 | 10,1                    | 2,5                  | 7,6                    | 22 761            | 2 845,0            |
| 58033 | Boucherville               | Ville         | 1er janvier 2006 | 81,1                    | 10,3                 | 70,8                   | 42 454            | 578,7              |
| 58037 | Saint-Bruno-de-Montarville | Ville         | 1er janvier 2006 | 43,3                    | 0,0                  | 43,3                   | 26 991            | 610,4              |
| 58227 | Longueuil                  | Ville         | 1er janvier 2002 | 122,9                   | 7,3                  | 115,6                  | 254 483           | 2 028,7            |
| 580   | Longueuil                  | Agglomération | 1er janvier 2006 | 309,6                   | 27,2                 | 282,4                  | 438 214           | 1 434,7            |

## Démographie
Le tableau suivant présente l'évolution démographique des villes de l'agglomération.
| Ville         | 2006       | 2006       | 2011       | 2011       | 2016       | 2016       | 2021       | 2021       |
| Ville         | Population | Proportion | Population | Proportion | Population | Proportion | Population | Proportion |
| ------------- | ---------- | ---------- | ---------- | ---------- | ---------- | ---------- | ---------- | ---------- |
| Boucherville  | 39 062     | 10,13 %    | 40 753     | 10,21 %    | 41 671     | 10,03 %    | 41 743     | 9,56 %     |
| Brossard      | 71 154     | 18,46 %    | 79 273     | 19,86 %    | 85 721     | 20,63 %    | 91 525     | 20,95 %    |
| Longueuil     | 229 330    | 59,48 %    | 231 409    | 57,98 %    | 239 700    | 57,71 %    | 254 483    | 58,26 %    |
| Saint-Bruno   | 24 388     | 6,33 %     | 26 107     | 6,77 %     | 26 394     | 6,35 %     | 26 273     | 6,02 %     |
| Saint-Lambert | 21 599     | 5,60 %     | 21 555     | 5,40 %     | 21 861     | 5,26 %     | 22 761     | 5,21 %     |
| Total         | 385 533    | 100 %      | 399 097    | 100 %      | 415 347    | 100 %      | 436 785    | 100 %      |

## Administration
Le conseil de l'agglomération de Longueuil est composé de dix personnes :
- le maire de la ville de Longueuil ;
- les quatre maires des villes reconstituées ; et
- cinq conseillers de la ville de Longueuil, choisis par le maire de Longueuil.

Le tableau suivant fait état de l'évolution du conseil d'agglomération de Longueuil depuis sa création. La composition montrée est celle lors du début du mandat et il est possible qu'elle ait changé en cours de mandat. Le président du conseil est marqué en gras.
|                         | 2005-2009,          | 2009-2013           | 2013-2017           | 2017-2021       | 2021-2025            |
| Maire de Longueuil      | Claude Gladu        | Caroline St-Hilaire | Caroline St-Hilaire | Sylvie Parent   | Catherine Fournier   |
| Conseiller de Longueuil | Robert Charland     | Monique Bastien     | Michel Lanctôt      | Tommy Théberge  | Alvaro Cueto         |
| Conseiller de Longueuil | Bertrand Girard     | Michel Lanctôt      | Monique Bastien     | Monique Bastien | Rolande Balma        |
| Conseiller de Longueuil | Jacques Goyette     | Albert Beaudry      | Éric Beaulieu       | Éric Beaulieu   | Reine Bombo-Allara   |
| Conseiller de Longueuil | Jacques Lemire      | Éric Beaulieu       | Nathalie Boisclair  | Éric Bouchard   | Affine Lwalalika     |
| Conseiller de Longueuil | Roger Roy           | Suzanne Lachance    | Sylvie Parent       | Colette Éthier  | Jonathan Tabarah     |
| Maire de Boucherville   | Francine Gadbois    | Jean Martel         | Jean Martel         | Jean Martel     | Jean Martel          |
| Maire de Brossard       | Jean-Marc Pelletier | Paul Leduc          | Paul Leduc          | Doreen Assaad   | Doreen Assaad        |
| Maire de Saint-Bruno    | Claude Benjamin     | Claude Benjamin     | Martin Murray       | Martin Murray   | Ludovic Grisé-Farand |
| Maire de Saint-Lambert  | Sean Finn           | Philippe Brunet     | Alain Dépatie       | Pierre Brodeur  | Pascale Mongrain     |

Les membres du conseil d'agglomération siègent à la salle du conseil de l'hôtel de ville de Longueuil, situé sur le chemin de la Savane. Sauf exceptions, les décisions du conseil d'agglomération se prennent au deux tiers des voix.

### Compétences d'agglomération
Les compétences de l'agglomération de Longueuil sont les suivantes :
- l’évaluation municipale;
- la gestion des cours d’eau municipaux;
- la protection contre l’incendie;
- la police;
- la sécurité civile;
- la cour municipale;
- le logement social;
- le transport collectif;
- l’élimination et le recyclage des matières résiduelles;
- l’alimentation en eau et l’assainissement des eaux;
- la gestion des rues et des routes du réseau artériel;
- les équipements, infrastructures et activités d’intérêts collectifs;
- le développement économique;
- les sujets anciennement dévolus à la municipalité régionale de comté.

### Conseils municipaux et d'arrondissement
Les hôtels de ville sont les lieux où les élus de l'agglomération prennent des décisions concernant l'administration de l'agglomération.

#### Agglomération de Longueuil
Le conseil de l'Agglomération de Longueuil siège à l'Hôtel de ville de Longueuil sis au 4250, chemin de la Savane à Longueuil.
Les séances du conseil d'agglomération se tiennent le troisième jeudi de chaque mois. Les sujets de compétence d'agglomération sont traités en assemblée publique et les citoyens de l'agglomération peuvent intervenir auprès des membres du conseil d'agglomération sur des sujets de compétence d'agglomération.

#### Boucherville
Le conseil municipal de la ville de Boucherville siège à l'Hôtel de ville de Boucherville (Centre administratif Clovis-Langlois) sis au 500, rue de la Rivière-aux-Pins à Boucherville.
Les séances du conseil municipal se tiennent le troisième lundi de chaque mois.

#### Brossard
Le conseil municipal de la ville de Brossard siège à l'Hôtel de ville de Brossard sis au 2001, boulevard de Rome à Brossard.
Les séances du conseil municipal se tiennent le deuxième lundi de chaque mois.

#### Longueuil
Le conseil municipal de la ville de Longueuil siège à l'Hôtel de ville de Longueuil sis au 4250, chemin de la Savane à Longueuil.
Les séances du conseil municipal se tiennent le troisième mardi de chaque mois.
Note : le nombre d'élus longueuillois a chuté de 26 à 15 à la suite d'une réforme de la composition du conseil municipal. Cette réduction prend effet pour le mandat de 2013-2017.

##### Greenfield Park
Le conseil d'arrondissement de Greenfield Park siège en alternance entre le Bureau de l'Arrondissement de Greenfield Park sis au 156, boulevard Churchill à Longueuil et le Centre communautaire René-Veillet sis au 1050, rue de Parklane également à Longueuil.
Les séances du conseil d'arrondissement se tiennent le premier lundi de chaque mois.
Deux conseillers de l'arrondissement sur trois ne siègent pas au conseil de ville de Longueuil, vu la petite population de l'arrondissement.

##### Saint-Hubert
Le conseil d'arrondissement de Saint-Hubert siège à l'Hôtel de ville de Longueuil sis au 4250, chemin de la Savane à Longueuil.
Les séances du conseil d'arrondissement se tiennent le troisième lundi de chaque mois.

##### Vieux-Longueuil
Le conseil d'arrondissement du Vieux-Longueuil siège au Bureau de l'Arrondissement du Vieux-Longueuil (Édifice Marcel-Robidas) sis au 300, rue Saint-Charles Ouest à Longueuil.
Les séances du conseil d'arrondissement se tiennent le premier ou deuxième mardi de chaque mois.

#### Saint-Bruno-de-Montarville
Le conseil municipal de la ville de Saint-Bruno-de-Montarville siège à l'Hôtel de ville de Saint-Bruno-de-Montarville sis au 1585, rue Montarville à Saint-Bruno-de-Montarville.
Les séances du conseil municipal se tiennent le troisième mardi de chaque mois.

#### Saint-Lambert
Le conseil municipal de la ville de Saint-Lambert siège à l'Hôtel de ville de Saint-Lambert sis au 55, avenue Argyle à Saint-Lambert.
Les séances du conseil municipal se tiennent le troisième lundi de chaque mois.

## Transport

### Ponts
- Pont Champlain, (Brossard), via  Autoroute 10,  Autoroute 15,  Autoroute 20 vers Montréal (Verdun, Le Sud-Ouest)
- Pont Victoria, (Saint-Lambert), via  Route 112 (Québec) vers Montréal (Le Sud-Ouest, Ville-Marie)
- Pont Jacques-Cartier, (Longueuil), via  Route 134 (Québec) vers Montréal (Ville-Marie)
- Pont-tunnel Louis-Hippolyte-Lafontaine, (Boucherville, Longueuil), via  Autoroute 25 vers Montréal (Mercier-Hochelaga-Maisonneuve)

### Transport en commun
- Réseau de transport métropolitain (exo)
  - Train de banlieue :  Gare Saint-Lambert, Gare Saint-Hubert, Gare Saint-Bruno
  - Autobus métropolitain
- Réseau express métropolitain
  -  Station Brossard, Station Du Quartier, Station Panama
- Réseau de transport de Longueuil
  - Autobus
- Société de transport de Montréal
  - Métro :  Longueuil–Université-de-Sherbrooke vers Montréal

### Terminus et stationnements incitatifs

#### Terminus et stationnements incitatifs administrés par l'Autorité régionale de transport métropolitain
- Terminus De Montarville, Boulevard De Montarville, Boucherville
- Terminus Longueuil, Place Charles-LeMoyne, Longueuil
- Terminus Panama, Rue Philippines, Brossard
- Stationnement incitatif Chevrier, Boulevard Chevrier, Brossard

#### Stationnements incitatifs administrés par leRéseau de transport de Longueuil
- Stationnement incitatif De Mortagne, Boulevard de Mortagne, Boucherville
- Stationnement incitatif Seigneurial, Boulevard Seigneurial, Saint-Bruno-de-Montarville

### Autoroutes
- Autoroute 10 - Autoroute des Cantons-de-l'Est
- Autoroute 15 - Autoroute 15 sud
- Autoroute 20 - Autoroute Jean-Lesage
- Autoroute 25 - Autoroute Louis-H-Lafontaine
- Autoroute 30 - Autoroute de l'Acier

### Routes provinciales
- Route 112 (Québec) - Boulevard Cousineau, Boulevard Sir-Wilfrid-Laurier (1), Rue Saint-Louis, Boulevard Sir-Wilfrid-Laurier (2)
- Route 116 (Québec) - Boulevard Sir-Wilfrid-Laurier
- Route 132 (Québec)
- Route 134 (Québec) - Boulevard Taschereau

### Service ferroviaire
- Via Rail Canada - Gare de Saint-Lambert (Corridor Montréal - Québec)
- Amtrak - Gare de Saint-Lambert (Ligne Adirondack, Montréal - Albany - New York)

## Éducation
Les commissions scolaires couvrant le territoire de l'Agglomération de Longueuil sont les suivantes :
1. Commission scolaire Marie-Victorin - Brossard, Longueuil, Saint-Lambert - commission scolaire de langue française.
2. Commission scolaire des Patriotes - 32 735 élèves en 2016 - Boucherville, Saint-Bruno - commission scolaire de langue française
3. Commission scolaire Riverside - commission scolaire de langue anglaise

### Niveau universitaire
- Université de Sherbrooke (Campus Longueuil) - Longueuil
- Université du Québec à Montréal - Longueuil
- Université de Montréal - Longueuil

### Niveau collégial
- Collège Édouard-Montpetit - Longueuil
  - Centre technologique en aérospatiale
  - École nationale d'aérotechnique
- Collège Régional Champlain - Saint-Lambert
- École d'administration et de secrétariat de la Rive-Sud - Longueuil
- Collège St-Jean-sur-Richelieu - Brossard

### Niveau secondaire

#### Commission scolaire des Patriotes

##### Boucherville
- École secondaire de Mortagne
- École orientante l'Impact

##### Saint-Bruno-de-Montarville
École publique
- École secondaire Mont-Bruno

École privée
- Séminaire de la Très-Sainte-Trinité

#### Commission scolaire Marie-Victorin

##### Brossard
- École secondaire Antoine-Brossard
- École international Lucille-Teasdale[20]

##### Longueuil
Écoles publiques
- École secondaire Gérard-Filion - arrondissement du Vieux-Longueuil
- École secondaire Jacques-Rousseau - arrondissement du Vieux-Longueuil
- École secondaire Mgr A.-M.-Parent - arrondissement de Saint-Hubert
- École secondaire participative l'Agora - arrondissement de Greenfield Park
- École secondaire Saint-Edmond - arrondissement de Greenfield Park
- École secondaire André-Laurendeau
- École secondaire Saint-Jean-Baptiste
- Heritage High School
- Centennial Regional High School

Écoles privées
- Collège Charles-Lemoyne - arr. Vieux-Longueuil
- Collège Français - arrondissement du Vieux-Longueuil
- Collège Notre-Dame-de-Lourdes

##### Saint-Lambert
École publique
- Chambly Academy

École privée
- Collège Durocher Saint-Lambert

## Centres commerciaux
L'Agglomération de Longueuil possède une grande offre commerciale pour les résidents de cette agglomération ainsi que pour les résidents habitant hors agglomération.
Voici la liste de ces centres commerciaux.

### Boucherville
- Promenade Montarville
- Carrefour de la Rive-Sud
- Complexe 20/20 - Zone des Restos et des Loisirs

### Brossard
- Quartier Dix30
- Mail Champlain
- Place Portobello

### Longueuil

#### Greenfield Park
- Galeries Taschereau
- Mail Carnaval
- Place Greenfield Park

#### Saint-Hubert
- Carrefour Saint-Hubert
- Centre Cousineau

#### Vieux-Longueuil
- Centre Jacques-Cartier
- Place Longueuil
- Place Desormeaux

### Saint-Bruno-de-Montarville
- Les Promenades St-Bruno

### Saint-Lambert
La ville de Saint-Lambert est la seule municipalité de l'Agglomération de Longueuil ne possédant pas un centre commercial.
N.B. La présente liste est inspirée de l'article sur la Liste des centres commerciaux de Montréal.

## Clubs de Golf

### Boucherville
- Club de Golf Boucherville, Boulevard de Mortagne, Boucherville : 18 trous
- Club de Golf Parc national des Îles-de-Boucherville, Île Sainte-Marguerite, Boucherville : 18 trous

### Brossard
- Golf de Brossard, Chemin du Golf, Brossard : 30 trous

### Longueuil
- Parcours du Cerf, Boulevard Fernand Lafontaine, Longueuil : 3 parcours de 9 trous + un parcours de 12 trous

### Saint-Bruno-de-Montarville
- Mont Bruno Country Club, Chemin des Vingt, Saint-Bruno-de-Montarville : 18 trous

### Saint-Lambert
- Saint-Lambert sur le Golf, Rue du Golf, Saint-Lambert : 9 trous
- Country Club of Montréal, Rue Riverside, Saint-Lambert : 18 trous